# Centralny Urząd Planowania (1945–1949)
Centralny Urząd Planowania (CUP) – organ planowania gospodarczego w Polsce powołany 10 listopada 1945 i kierowany do lutego 1948 przez Czesława Bobrowskiego.
Urząd zajmował się przygotowaniem odbudowy kraju ze zniszczeń wojennych, opracowywał plany rozwoju gospodarczego (plan trzyletni) i nadzorował ich wykonanie. 10 lutego 1949 został przekształcony w Państwową Komisję Planowania Gospodarczego, ta z kolei w 1956 została przekształcona w Komisję Planowania przy Radzie Ministrów, a w 1989 ponownie w Centralny Urząd Planowania.

## Prezesi Urzędu
- 1945–1948 – Czesław Bobrowski[5]
- 1948–1949 – Tadeusz Dietrich[5]